# Família criminosa de Los Angeles
A Los Angeles Crime Family é uma organização criminosa ítalo-americana baseada na Califórnia, como uma parte da máfia americana (ou Cosa Nostra). Desde seu início, no começo do século 20, a organização se espalhou por toda a Southern California. Como a maioria das famílias da máfia nos Estados Unidos, a L.A. Crime Family ganhou poder contrabandeando durante a Lei Seca. A família de L.A. chegou ao seu pico nos anos 1940 e no começo dos anos 1950, sob a liderança de Jack Dragna, que era da Comissão da Máfia, apesar de a família de L.A. nunca ter sido grande como as famílias de Nova Iorque ou Chicago. Desde a sua morte, a família criminosa tem sofrido um declínio gradual, tendo o Chicago Outfit como representante na Comissão.

## Administração atual
- Chefe – Peter John Milano[1] manteve sua posição até sua morte em 21 de abril de 2012. Milano foi um apostador profissional que virou um homem feito da família de L.A., enquanto Nick Licata era o chefe. Originalmente de Cleveland, ele se mudou com sua família para Los Angeles. Seu pai, Anthony Milano, foi o subchefe da família de Cleveland e seu tio, Frank Milano, foi o chefe da família. Peter promoveu seu irmão Carmen para subchefe na metade dos anos 1980. Ele foi condenado três vezes em acusações relatadas ao RICO Act. Sua fonte legítima de dinheiro foi a Companhia de Vendas Rome, enquanto ele também era dono de propriedades pela Greater Los Angeles Area.
- Subchefe – Tommaso "Tommy" Gambino,[2] filho do mafioso Gambino Rosario Gambino, o qual está preso,[3][4] sobrinho de John Gambino e primo de primeiro grau de Frank Cali. Não deve ser confundido com o mafioso Thomas Gambino. Mudou-se para a Califórnia nos anos 1990.

## História
Joseph Ardizzone retornou à Califórnia em 1914 e foi absolvido de assassinar Maisano em 1915 por falta de provas e sem testemunhas dispostas a testemunhar. Ele rapidamente voltou ao poder e assumiu o controle de raquetes em Los Angeles. Ardizzone juntou-se com Jack Dragna e eles trabalharam em estreita colaboração por mais de 10 anos. Durante a proibição, os dois tiveram sucesso em executar operações de contrabando no sul da Califórnia, bem como jogos de azar e extorsão. No final da década de 1920, ele estava rapidamente expandindo seu poder e influência. Sob o mandato de Ardizzone, o crime organizado começou a se consolidar sob sua bandeira, pois ele dominava atividades criminosas em LA. No final da década de 1920, Jack Dragna e Johnny Roselli lutavam constantemente contra Charlie Crawford pelo controle das lucrativas raquetes de pirataria. Com a morte de Buccola e DiCiolla em 1930 e 1931, respectivamente, Ardizzone (que era o principal suspeito em ambos os assassinatos) foi o líder incontestável do crime em Los Angeles. Ele criou a Liga de Proteção Italiana, com Dragna como presidente, o Ardizzone como seu vice presidente e senador do estado da Califórnia e Joseph Pedrotti como seu presidente. A organização tinha alguns motivos políticos e sociais, mas principalmente serviu como um músculo de braço forte para a família do crime. Seu reinado como chefe foi de curta duração quando ele desapareceu misteriosamente em 1931. Ardizzone estava em conflito com o sindicato nacional de crime da máfia na costa leste, levando à eliminação de Ardizzone.

### Era Dragna
Jack Dragna assumiu o controle da família após a morte de Ardizzone em 1931 e fez a paz com o sindicato nacional. Além disso, seu irmão Tom Dragna foi feito seu conselheiro enquanto seu sobrinho, Louis Tom Dragna, se tornou um homem-feito em 1947. Dragna era o chefe mais bem sucedido que a família LA já teve. Embora ele não tenha sido capaz de se infiltrar em muitos sindicatos da indústria do entretenimento, ele envolveu a família Los Angeles no negócio do entretenimento e levou a LA Mafia ao palco nacional. Ele foi homenageado com um lugar na Comissão, o único chefe a oeste de Chicago para ocupar um lugar no conselho. Quando a proibição terminou em 1933, a Dragna operou um enorme empréstimo de tubarão e negócios ilegais de jogos de azar. Junto com John Roselli, a família Mafia de Dragna terminou as guerras de gangues locais, conduzindo um sindicato de jogo mais velho liderado por Guy McAfee e Milton "Farmer" Page fora do negócio. Dragna e Roselli trabalharam com Joe Shaw (o irmão do prefeito Frank Shaw) para afundar os bookies de LA, muitos dos quais fugiram para Las Vegas. Em 1937, Dragna controlou o jogo em Los Angeles.
Para casas de apostas independentes, Dragna usaria a extorsão para cobrar dinheiro com suas operações. Enquanto a maioria dos mafiosos simplesmente ameaçava danos em uma empresa por não prestar homenagem à sua organização (raquete de proteção), a família de Dragna apresentou um curso de ação mais sofisticado. Dragna enviaria homens para ameaçar negócios, então os proprietários pagariam a Dragna por proteção (sem saber que estes eram os próprios homens de Dragna). Dragna não foi, no entanto, capaz de controlar 100% das raquetes de apostas independentes. Junto com Dragna evitando o foco e a vida pública, muitas vezes ele recebeu a reputação de um governante fraco. Segundo Micky Cohen, Dragna era muito poderosa e muito bem respeitada, mas não juntou as coisas da maneira como os chefes da Costa Leste preferiam. Embora não houvesse um grande grupo de italianos para recrutar na Costa Oeste como o Leste do Leste, a família LA trabalhou em torno disso aceitando membros de todo o país, como Johnny Roselli de Chicago, Nick Licata de Detroit e Aladena Fratianno e Dominic Brooklier de Cleveland. Armado com o hitman Frank Bompensiero e Jimmy Fratianno (que cometeu mais de 30 assassinatos nas ordens de seus superiores), Dragna mergulhou no caminho para controlar o território que se estendia pela Califórnia e no sul da Nevada. A família Dragna também teve conexões dentro do departamento do xerife do condado de Los Angeles, que eram mais corruptos do que a polícia da cidade (LAPD). Apesar de não ter uma grande mão em raquetes de sindicatos, a família do crime de Dragna infiltrou alguns sindicatos na lavanderia e comercializou negócios importadores.
Quando Charles Luciano enviou Bugsy Siegel da cidade de Nova York a Los Angeles para assumir o controle de seus interesses na Costa Oeste (incluindo Las Vegas), ele formou uma parceria intranet com Jack Dragna . Siegel conseguiu fazer livreiros independentes para prestar homenagem ao negócio de jogo já florescente de Dragna. Além disso, Dragna ressentiu o poder de Siegel para se infiltrar em sindicatos na indústria cinematográfica. Siegel fez milhões de extorsões de empresas produtivas de filmes e só teve que pagar a Dragna um tributo por trabalhar no seu território. Com Nova York, do lado de Siegel, havia pouco Dragna poderia fazer para assumir o controle do controle da cidade. O principal motivo pelo qual Siegel chegou à Califórnia foi organizar um serviço de fio de corrida de cavalos na Costa Oeste para o Sindicato Nacional, que Siegel e Dragna trabalharam juntos em conjunto. Dragna e Siegel tentaram muitos métodos para assumir o Continental Press Service (o principal serviço de fio no momento). As tentativas de comprar a empresa e o braço forte de seus proprietários não funcionaram, então eles criaram sua própria empresa chamada Trans-America. O Chicago Outfit eventualmente assumiu o rival Continental Racing Services e deu toda a porcentagem do fio de corrida na Costa Oeste para Dragna, enrugando Siegel.
Uma vez que Bugsy Siegel ficou sem favor com Nova York, ele foi condenado a ser morto. Embora o assassinato oficialmente permaneça sem solução, uma teoria é que os homens de Dragna receberam a ordem de matá-lo. O tenente-chefe principal de Siegel, Mickey Cohen, encarregou-se de suas operações de jogo e empréstimo de tubarões no condado de Los Angeles e, eventualmente, se tornou o próximo alvo de Dragna. Dragna começou a recrutar os homens italianos de Cohen, como Dominic Brooklier, para matar seus outros homens como David Ogul, Frank Niccoli, Neddie Herbert e Herman "Hooky" Rothman. No entanto, através de pura sorte, Cohen sobreviveu a muitas tentativas de sua vida (John Roselli comparou Cohen com Bugs Moran). Em 1951, Cohen foi preso por evasão fiscal e a família LA mudou-se para o negócio de jogos de azar.
O número de assassinatos de alto perfil e gângsteres que se deslocam para a Costa Oeste combinado com o recall do prefeito Frank L. Shaw por causa de acusações de corrupção relacionadas ao crime organizado, causaram que a aplicação da lei deixasse de acomodar a Máfia. No final da década de 1930, o procurador-geral da Califórnia, Earl Warren, assumiu o comando de um duro ataque ao império de Dragna, destacando-se o desligamento dos navios de jogo de Anthony Cornero. Em 14 de fevereiro de 1950, a Comissão de Crime Organizado da Califórnia destacou Dragna como chefe de um sindicato do crime que controlou o crime no sul da Califórnia. Logo depois de vários membros da família terem sido presos pelo bombardeio da casa de Mickey Cohen. Dragna fugiu do estado e foi procurado para questionar. Mais tarde, ele se rendeu e foi questionado nas audiências de Kefauver junto com Roselli e Bompensiero, mas negou todas as acusações contra ele. A família de Dragna, no entanto, permanece forte ao longo do início da década de 1950.

### DeSimone e Licata
Enquanto outras famílias da máfia no país prosperavam na década de 1950, a família LA estava começando seu declínio. Quando William H. Parker tornou-se Chefe da Polícia do Departamento de Polícia de Los Angeles em 1950, a polícia começou a criticar o crime organizado em vez de ajudá-lo. A família enfraquecida de Los Angeles perdeu terreno para as famílias Chicago Outfit e New York. Devido a mais de 50 assassinatos de gangues não resolvidos na primeira metade do século, o LAPD formou uma força-tarefa especial para lidar com o problema: "The Gangster Squad". Esse grupo de homens assediu a máfia durante a década de 1950. Frank Bompensiero e Fratianno começaram a cumprir sentenças de prisão em 1953 e 1954, respectivamente. Em 1956, Jack Dragna morreu de um ataque cardíaco e os membros seniores da família fizeram voto para eleger seu novo chefe. Johnny Roselli teria sido uma ótima escolha, mas ele era membro do Chicago Outfit . O advogado ganho de gângsteres Frank DeSimone foi vitorioso. Um desapontado Roselli, que sentiu que DeSimone manipulava a eleição e queria que Tom Dragna conseguisse, transferido de volta ao Chicago Outfit. Fratianno fez o mesmo depois da libertação da prisão em 1960.
Com Jack Dragna ido e seu irmão Tom Dragna se aposentar um ano após sua morte, a família do crime escapou do controle. Ficou rapidamente evidente que Frank DeSimone era um chefe incompetente. De acordo com um informante não identificado, ele estuprou a esposa do ex-subgerente Girolamo "Momo" Adamo, que causou Adamo atirar em sua esposa (que sobreviveu) e se matar. Isso significava os três melhores homens da era de Dragna, o chefe, o underboss e o consigliere estavam todos inativos em Los Angeles quase imediatamente depois que DeSimone assumiu o comando. DeSimone esteve presente no maldito Encontro Apalachin com seu segundo sub-chefe Simone Scozzari. Quando a reunião foi invadida pela polícia, DeSimone foi expulso como um mafioso. Ele anteriormente não tinha registro de prisão e acreditava ser um simples advogado. Scozzari foi submetida à fiscalização da aplicação da lei após a reunião e foi deportada para a Itália em 1962 por ser imigrante ilegal. Em 1965, estimava-se que o número de membros da família LA vivendo em Los Angeles diminuiu para 30, enquanto a família realmente teve uma forte presença em San Diego. DeSimone preocupou-se em "abalar" os jogadores e as casas de apostas por medo de que corressem para a polícia. Na década de 1960, a família do crime de Bonanno, Joseph Bonanno, planejava que DeSimone fosse morto por não ter aproveitado as oportunidades criminosas em Los Angeles. O plano foi frustrado, mas causou que DeSimone se tornasse muito paranóico, nunca deixando sua casa à noite. O reinado mal sucedido de DeSimone concluiu com sua morte em 1967, depois de 11 anos no poder.
O terceiro underboss de DeSimone, Nick Licata, o sucedeu. Licata teve laços fortes com famílias da máfia no Centro-Oeste e Sul e manteve contato com a multidão em Las Vegas. Até então, o policial sabia muito sobre as atividades da máfia em Los Angeles, que foi ajudado pelo grande hitman Frank Bompensiero tornando-se um informante secreto em 1967. Em 1963, Joe Valachi expulso da máfia como uma sociedade criminosa secreta, ajudando em ações de lei sobre o crime organizado e tocou Licata como um mafioso de alto escalão em Los Angeles. Um ponto brilhante durante o período foi que a empresa de Louis Tom Dragna , "Roberta Dress Manufacturing", estava se transformando em um negócio de US $ 10 milhões por ano. Isso foi possível porque na década de 1950, Jack Dragna voou o especialista em sindicatos Johnny Dio , da cidade de Nova York, para ensinar a Louis como manipular sindicatos no Distrito de vestuário. Licata teve grandes esperanças de restaurar a família em declínio, mas com a polícia e o FBI constantemente monitorando sua família, Licata não conseguiu fazer um trabalho melhor do que o DeSimone. Em 9 de julho de 1969, a Licata foi levada sob custódia depois de se recusar a responder a perguntas em uma sessão federal de grande júri sobre a estrutura do sindicato de crimes de Los Angeles. Ele foi detido em desacato por recusar-se a testemunhar depois de receber imunidade de acusação e eventualmente cumpriu seis meses de prisão. Um par de acusações em meados da década de 1970 ameaçam colocar a maior parte da família trabalhadora na prisão. Em março de 1973, sete homens foram presos por executar uma operação de jogo fraudulento em Los Angeles, que trouxe até US $ 250 mil por mês. Seu julgamento foi adiado quando o informante-chave e testemunha, a ex-máfia associada a John Dubcek, foi baleado e morto em Las Vegas.Embora esses assustados outros informantes testemunharam, eles ainda foram condenados e deram frases leves. Quatro meses depois, mais 12 homens, foram indiciados por conspiração, extorsão e extorsão contra casas de apostas, caniveiros e pornógrafos. O submarino de Licata, Joseph Dippolito, teve uma grande influência em San Bernardino e no Inland Empire em empresas legítimas e criminosas. Ele foi visto como o sucessor de Licata, mas morreu inesperadamente de um ataque cardíaco em janeiro de 1974 aos 59 anos. Em 19 de outubro de 1974, após uma longa batalha com doenças, Nick Licata morreu aos 77 anos. O sucessor de Licata, Dominic Brooklier , inicialmente conseguiu estabilizar os negócios da família, mas depois sofreu danos consideráveis causados pelos informantes do FBI. Brooklier conseguiu ganhar muito dinheiro em pornografia, extorsão e drogas, mas não conseguiu reter o controle das raquetes independentes de apostas em Los Angeles. O último Mafioso descreveu várias instâncias durante o tempo em que a família abalava as pessoas da indústria porno. Esses homens pagariam uma taxa aos seus apoiantes da Mafia, geralmente na costa leste, para corrigir as coisas. Uma vez que pagaram, os apoiadores da Mafia dividiriam secretamente o dinheiro com a família Los Angeles. Brooklier também ordenou a morte de Frank Bompensiero por suas crescentes críticas à família e depois descobriu que ele estava cooperando com o FBI. Quando Brooklier foi condenado a uma pequena prisão junto com seu subjugador Samuel Sciortino em 1975, Aladena Fratianno transferiu de volta para a família LA e foi nomeado chefe de atuação.Fratianno levou esta posição ao coração, viajando por todo o país fazendo conexões e negócios. O objetivo de Fratianno era trazer de volta a estatura das famílias e a reputação entre a Mafia. Desde a morte de Jack Dragna , Los Angeles estava começando a ser visto como uma "cidade aberta" onde qualquer família poderia fazer negócios, mas Fratianno esperava que, ao restaurar a família doente, ele seria um candidato para administrar oficialmente a família, mesmo quando Brooklier foi liberado. No entanto, Brooklier rapidamente retomou o controle da família após seu lançamento e Fratianno foi deixado de volta a ser um soldado de baixo nível.
A queda ocorreu quando Aladena Fratianno se tornou o segundo mafioso americano a entregar as provas do estado e testemunhar contra a Máfia no tribunal. Ele tomou essa decisão ao saber do FBI que Dominic Brooklier ordenou sua morte. Brooklier, que não confiava em Fratianno, ordenou o sucesso porque Fratianno se apresentava como chefe da família e sentiu que estava tentando usurpar ele.
Fratianno testemunhou contra mafiosos não só em Los Angeles, mas em todo o país. Embora o Departamento de Justiça pensou que finalmente acabou com a máfia em Los Angeles, um juiz federal deu as sentenças leves de Brooklier, Samuel Sciortino, Michael Rizzitello, Louis Tom Dragna e Jack LoCicero, que variam de dois a cinco anos em 1981 para a expulsão e extorsão. Brooklier ainda correu a família de sua cela até morrer de um ataque cardíaco em 1984. Com o encarceramento de Brooklier, o capo Peter Milano rapidamente intensificou-se e começou a dirigir a família de 1981 a 2012.

### The Milano brothers
Peter Milano foi oficialmente chefe da família dos crimes de Los Angeles com a morte de Brooklier em 1984. Ele fez seu irmão Carmen Milano seu underboss. Desde o reinado de Milão, a família estava fortemente envolvida em narcóticos, pornografia, jogos de azar e empréstimo. 20 figuras famosas do crime organizado foram presas em 1984, em que funcionários da lei disseram que era uma tentativa de assumir uma operação de bookmaking de US $ 1 milhão por semana em Los Angeles. Nenhum dos irmãos Milano (nem seis dos outros originalmente presos) foram acusados por falta de provas. Quando Peter Milano se tornou chefe, ele rejuvenesceu a família esgotada, induzindo novos membros como Stephen "Steve the Whale" Cino, o cantor Charles "Bobby Milano" Caci, Luigi "Louie" Gelfuso Jr. e os irmãos Lawrence e Anthony "The Animal" de Shylock Fiato na família. Mobster transformou o informante Kenny Gallo creditou os irmãos com "ajudar Pete Milano a renovar a família LA". Com uma família reforçada, Milano conseguiu ter quase todos os bookies em Los Angeles pagar um imposto de mob na família LA. Robert "Puggy" Zeichick deu a Anthony Fiato um empréstimo de US $ 1 milhão que foi usado para financiar uma enorme operação de empréstimo de tubarões. A família LA tornou-se o operador de empréstimo de crédito dominante na área. A influência da família se estendeu até Las Vegas, onde a família tinha laços de longa data com o que a máfia considerava uma "cidade aberta" onde qualquer família poderia trabalhar.
Toda a hierarquia da família, incluindo os irmãos Milano, os capitães Michael Rizzitello, Jimmy Caci e Luigi Gelfuso, juntamente com muitos outros mafiosos foram presos por várias acusações no final da década de 1980, devido em grande parte a informações e gravações coletadas pelos irmãos Fiato. Essas acusações a tantos membros bloquearam permanentemente a família e colocaram a família à beira da extinção. Enquanto Rizzitello, que foi absolvido de suas acusações originais no julgamento, foi condenado a 33 anos de prisão em 1989 por tentativa de homicídio (onde morreria em 2005), os irmãos Milano se declararam culpados por menores acusações; Peter recebeu uma pena de prisão de seis anos e Carmen recebeu seis meses. Quase todos os membros da família encarregados se declararam culpados de receber sentenças menores e o FBI considerou a máfia terminada em Los Angeles.
No entanto, desde o lançamento em liberdade condicional de Peter Milano em 1991, ele retomou o controle da família enfraquecida. A família de Los Angeles, desde então, se move para Las Vegas com a família dos crimes de Buffalo. A família fez as manchetes novamente com o assassinato do membro do Chicago Outfit, Herbert "Fat Herbie" Blitzstein, de Buffalo e Los Angeles, em 1997. Blizstein tinha um lucrativo empréstimo de tubarão e negócios de fraude de seguros de automóveis, as duas famílias se mudaram para assumir o controle. Isso causou um grande escrutínio do FBI em ambas as famílias. Membros como Stephen Cino e Alfred Mauriello foram condenados por acusações relacionadas, juntamente com outros associados que colaboraram com funcionários para receber uma sentença reduzida, colocando a família do crime LA em sua última etapa. Na década de 1990, a família LA foi estimada em 20 membros oficiais.